# Martin Roche
Martin Roche (1853–1927) fue un arquitecto americano.
En asociación con William Holabird, Martin Roche, diseñó edificios siguiendo el estilo escuela de Chicago y fueron un referente en la creación de los primeros rascacielos. Trabajó para William Le Baron Jenney hasta 1881 cuando se asoció con William Holabird bajo la firma «Holabird & Simonds». Uno de sus primeros encargos fue el cementerio Graceland. Ossian Simonds dejó de ejercer en 1883 para concentrarse en el diseño paisajístico, y la firma se renombró como Holabird & Roche.
Juntos contribuyeron a muchas innovaciones en el estilo de la escuela de Chicago, incluyendo las ventanas de la propia escuela, las cuales permitían la entrada de más luz dentro de los edificios. Diseñaron gran cantidad de edificios, entre ellos el Edificio Marquette, el «Cable Building» (1899) y el «Gage Building» (1899).
Roche fue un buen diseñador muy orientado a la arquitectura gótica. Diseñó el primer rascacielo de estilo gótico para la «University Club» de Chicago, que abrió en 1908. Más tarde, la firma diseñó el estadio de fútbol americano «Soldier Field» de estilo neoclásico. 
William Holabird murió en 1923 y Martin Roche continuo durante cuatro años más. El hijo de Holabird, John, asumió el control de la firma con John Root Junior y quedó renombrada como «Holabird and Root».